# Spilosoma meeki
Spilosoma meeki är en fjärilsart som beskrevs av Rothschild 1910. Spilosoma meeki ingår i släktet Spilosoma och familjen björnspinnare. Inga underarter finns listade i Catalogue of Life.